# Chyliza calidella
Chyliza calidella är en tvåvingeart som beskrevs av Frey 1955. Chyliza calidella ingår i släktet Chyliza och familjen rotflugor.
Artens utbredningsområde är Myanmar. Inga underarter finns listade i Catalogue of Life.